# پدرو مونیتیس
پدرو مونیتیس (به اسپانیایی: Pedro Munitis) بازیکن فوتبال اهل اسپانیا است که از سال ۱۹۹۹ تا ۲۰۰۲ میلادی عضو تیم ملی فوتبال اسپانیا بوده و در ۲۱ بازی ملی حضور داشته‌ است. او در بازی‌های ملی‌اش ۲ گل به ثمر رساند.